# 山国川
山国川（やまくにがわ）は、大分県と福岡県の県境付近を流れる、一級水系山国川水系の本川。河口付近では福岡県と大分県を分ける河川として知られている。

## 地理
大分県中津市山国町英彦山（ひこさん）付近を源流として南東方向に流れ、中津市山国町守実付近で北東方向に90度近く向きを変え中津市耶馬溪町、中津市本耶馬渓町と続き、中津市三光に入ると福岡県築上郡上毛町と接す。中津市と福岡県築上郡吉富町の県境に架かる山国橋付近で二手に分かれ、中州である「小祝」の東側は中津川と名を変える。
上・中流域の渓谷は耶馬渓と呼ばれ、景勝地として知られている。青の洞門や猿飛の甌穴群など急流による渓谷が多く、観光客も多い。大井手堰から上流は1923年（大正12年）に名勝に、鮎帰りの滝から上流は、1950年（昭和25年）に「耶馬日田英彦山国定公園」にそれぞれ指定されている。また、上中流域では11月後半の紅葉の季節は絶景である。
支流津民川を利用した「津民川河川プール」が、平成元年度手づくり郷土賞（生活の中にいきる水辺）受賞。	
九州一の急流河川として知られ、上流域で集中豪雨が発生すると大量の雨が短時間に流下することで、洪水を引き起こす特性を有している。

## 歴史
平安時代には御木川（みけがわ）と呼ばれた。その後は地域によって、高瀬川、広津川、小犬丸川等と呼ばれていた高瀬川という名称は現在の中津市高瀬地区、広津川という名称は現在の吉富町広津地区にそれぞれ由来する。
1600年（慶長5年）に細川忠興が中津城に入封すると、金谷堤を築造して当時の山国川の本流であった大家川（おおえがわ）を締め切って中津城の外堀として利用し、当時派川であった中津川を本流とした。その後、1655年（明暦元年）及び1669年（寛文9年）の2度の洪水によって新たな派川が生じ、本流との間に中州（小祝島）ができた。江戸時代、山国川の河口域は高瀬川と呼ばれており、このうち、中州（小祝島）の中津城側の川（現在の中津川）は表川や中津川と、京泊側の川（現在の山国川）は裏川や小犬丸川等と呼ばれた。江戸時代には、新しく生じた川（現在の山国川）の水量は少なく、現在の中津川が依然として本流であったが、1889年（明治22年）の洪水で流量が逆転し、現在のように山国川が本流となった。
明治に入ると、この川の総称はいったん中津川に決まりかけたが、1875年（明治8年）12月23日に小倉県により山国川とすることが布達された。山国川という名は、上流の耶馬渓がかつて「山国の谷」「山国渓」と呼ばれていたことに由来する。
1948年（昭和23年）から国の直轄事業による改修工事が行われ、1966年（昭和41年）に河川法の施行に伴い一級水系に指定された。
1992年10月15日、大分県と山国川流域市町村によって山国川流域サミットが開催された。開催日の10月15日を「山国川の日」として定めた。

## 流域の自治体
大分県
中津市
福岡県
築上郡上毛町、吉富町

## 主な支川・派川
上流から下流の順に記す。
- 上志川
- 金吉川
- 山移川
  - 折戸川
- 津民川
- 三尾母川
- 跡田川
- 屋形川
- 友枝川
- 黒川
- 中津川（派川）

## 主な橋
上流から下流の順に記す。
- 中津留橋[6]
- 第二山国川橋
- 津民大橋
- 城井橋
- 馬渓橋 - 石造5連アーチ橋。中津市指定有形文化財。
- 早瀬橋
- 七仙橋
- 羅漢寺橋 - 石造3連アーチ橋。大分県指定有形文化財。
- 羅漢寺大橋
- 洞門橋
- 耶馬渓橋 - 石造8連アーチ橋。国の重要文化財[7]。大分県指定有形文化財。
- 新大平橋
- 三原橋
- 新山国大橋
- 恒久橋
- 市場橋
- 山国大橋
- 山国橋

## 主な利水施設
- 平成大堰
- 大井手堰
- 荒瀬井堰：貞亨3(1686)年、中津藩主・小笠原長胤が起工。工事は苛烈を極め、藩財政を圧迫し、自身の悪政をも幕府に問われ、蟄居・減封のきっかけとなる。
- 耶馬溪ダム

## 水害
平成24年7月九州北部豪雨
2012年7月3日から4日にかけて大分県西部や北部を中心に記録的な大雨となった。耶馬渓では303.0mmの総降水量を記録した（観測史上2位）。さらに、12日から14日にかけても激しい雨が降り耶馬渓の最大72時間降水量は395.5mmを記録した。最大24時間降水量では327.5mmを記録していて、これは平年7月のほぼ1ヶ月分の雨量にあたる。1回目の豪雨で河川が氾濫し家屋、道路に被害が出て復旧作業が一段落したところに2回目の豪雨に見舞われた。この地域で行方不明者が1人出たのをはじめ、山国川水系での家屋被害は全壊10棟、大規模半壊5棟、半壊66棟、床上・下浸水396棟の合計477棟に及んだ。土木被害では、道路被害366箇所、橋梁被害20箇所、河川被害439箇所の合計被害金額15億5千4百万円に及んだ。農林水産業被害は合計18億4千8百万円に及んだ。その他、公共施設（学校、体育施設など）、民間施設（保育所、介護・福祉施設、やばの駅など）に多大な被害をもたらした。
平成29年7月九州北部豪雨
2017年7月、九州北部豪雨により中津市山国町中摩で山国川に架かる記念橋の右岸側が10メートルに渡って崩落した。同橋は5年前の豪雨でも崩れていた。山国川沿いの国道212号は各所で冠水した。
令和5年7月豪雨
2023年7月10日、大分県西部や北部を中心に記録的な大雨となった。耶馬渓では429.5mmの総降水量を記録した（観測史上1位）。これは平年7月の1ヶ月分の雨量を上回る。また、最大24時間降水量では270mmを記録していて、中津市本耶馬渓町多志田と耶馬溪町柿坂で氾濫し、この地域で行方不明者が1人出たのをはじめ、山国川水系での家屋被害は全壊2棟、床上・下浸水99棟の合計101棟に及んだ。